# 영국항공의 운항 노선
2020년 1월 기준, 아래는 영국항공의 취항지 목록이다.

## 운항 노선

### 아시아

#### 동아시아
- 중화인민공화국
  - 상하이 - 상하이 푸둥 국제공항
- 홍콩
  - 홍콩 - 홍콩 첵랍콕 국제공항
- 일본
  - 도쿄 - 하네다 국제공항

#### 동남아시아
- 말레이시아
  - 쿠알라룸푸르 - 쿠알라룸푸르 국제공항[1]
- 싱가포르
  - 싱가포르 - 싱가포르 창이 국제공항
- 태국
  - 방콕 - 수완나품 국제공항 계절편[1]

#### 남아시아
- 몰디브
  - 말레 - 말레 국제공항 계절편
- 인도
  - 델리 - 인디라 간디 국제공항
  - 뭄바이 - 차트라파티 시바지 국제공항
  - 벵갈루루 - 벵갈루루 국제공항
  - 첸나이 - 첸나이 국제공항
  - 하이데라바드 - 라지브 간디 국제공항

#### 서남아시아
- 레바논
  - 베이루트 - 베이루트 국제공항[2]
- 바레인
  - 마나마 - 바레인 국제공항
- 사우디아라비아
  - 리야드 - 킹 칼리드 국제공항
- 아랍에미리트
  - 두바이 - 두바이 국제공항
- 이스라엘
  - 텔아비브 - 벤구리온 국제공항
- 카타르
  - 도하 - 하마드 국제공항
- 쿠웨이트
  - 쿠웨이트 시티 - 쿠웨이트 국제공항
- 파키스탄
  - 이슬라마바드 - 뉴이슬라마바드 국제공항

### 아프리카

#### 서아프리카
- 가나
  - 아크라 - 코토카 국제공항
- 나이지리아
  - 라고스 - 무르탈라 모하메드 국제공항
  - 아부자 - 은남디 아지키웨 국제공항

#### 남아프리카
- 남아프리카 공화국
  - 케이프타운 - 케이프타운 국제공항
  - 요하네스버그 - OR 탐보 국제공항

#### 동아프리카
- 모리셔스
  - 포트루이스 - 시우 사구르 람룰람경 국제공항
- 케냐
  - 나이로비 - 조모 케냐타 국제공항

#### 북아프리카
- 리비아
  - 트리폴리 - 트리폴리 국제공항
- 모로코
  - 마라케시 - 마라케시 메나라 공항
- 알제리
  - 알제 - 우아리 부메디엔 공항
- 이집트
  - 카이로 - 카이로 국제공항
  - 샤름엘셰이크 - 샤름엘셰이크 국제공항
- 튀니지
  - 튀니스 - 튀니스 카르타고 국제공항

### 유럽

#### 서유럽
- 영국
  - 잉글랜드
    - 런던
      - 런던 히드로 국제공항 메인 허브
      - 런던 개트윅 국제공항 허브
      - 런던 시티 공항

    - 뉴캐슬 - 뉴캐슬 공항
    - 맨체스터 - 맨체스터 공항
    - 버밍엄 - 버밍엄 공항 계절편

  - 스코틀랜드
    - 글래스고 - 글래스고 공항
    - 애버딘 - 애버딘 공항
    - 에든버러 - 에든버러 공항
    - 인버네스 - 인버네스 공항
- 프랑스
  - 파리 - 파리 샤를 드 골 국제공항
  - 그르노블 - 알프스 이제르 공항 계절편
  - 낭트 - 낭트 아틀랑티크 공항
  - 니스 - 니스 코트다쥐르 공항
  - 리옹 - 생텍쥐페리 국제공항
  - 마르세유 - 마르세유 프로방스 공항
  - 몽펠리에 - 몽펠리에 메디테라니 공항 계절편
  - 뮐루즈 - 유로 에어포트
  - 보르도 - 보르도 메리냑 공항
  - 샹베리 - 샹베리 공항 계절편
  - 툴루즈 - 툴루즈 블라냑 공항
  - 피가리 - 피가리 쉬드 코르스 공항 계절편
- 독일
  - 베를린 - 베를린 브란덴부르크 국제공항
  - 뒤셀도르프 - 뒤셀도르프 국제공항
  - 뮌헨 - 뮌헨 국제공항
  - 슈투트가르트 - 슈투트가르트 공항
  - 쾰른 - 쾰른 본 공항
  - 프라이부르크 - 유로 에어포트
  - 프리드리히샤펜 - 프리드리히샤펜 공항 계절편
  - 프랑크푸르트 - 프랑크푸르트 국제공항
  - 하노버 - 하노버 공항
  - 함부르크 - 함부르크 공항
- 네덜란드
  - 암스테르담 - 암스테르담 스키폴 국제공항
  - 로테르담 - 로테르담 헤이그 공항
- 룩셈부르크
  - 룩셈부르크 시티 - 룩셈부르크 핀델 국제공항
- 벨기에
  - 브뤼셀 - 브뤼셀 국제공항
- 아일랜드
  - 더블린 - 더블린 국제공항[2]

#### 중유럽
- 스위스
  - 제네바 - 제네바 국제공항
  - 취리히 - 취리히 국제공항
  - 바젤 – 유로 에어포트
- 오스트리아
  - 빈 - 빈 국제공항
  - 인스부르크 - 인스부르크 공항 계절편
  - 잘츠부르크 - 잘츠부르크 공항

#### 남유럽
- 그리스
  - 아테네 - 아테네 국제공항
  - 미코노스 - 미코노스 국제공항 계절편
  - 산토리니 - 산토리니 국제공항 계절편
  - 자킨토스 - 자킨토스 국제공항 계절편
  - 칼라마타 - 칼라마타 국제공항 계절편
  - 케팔로니아 - 케팔로니아 국제공항 계절편
  - 테살로니키 - 테살로니키 국제공항 계절편
  - 하니아 - 하니아 국제공항 계절편
- 몰타
  - 몰타 - 몰타 국제공항[2]
- 스페인
  - 마드리드 - 마드리드 바라하스 국제공항
  - 라스팔마스 - 그란 카나리아 공항 계절편
  - 말라가 - 말라가 공항
  - 메노르카 - 메노르카 공항 계절편
  - 무르시아 - 무르시아 공항
  - 바르셀로나 - 바르셀로나 엘프라트 국제공항
  - 발렌시아 - 발렌시아 공항
  - 이비자 - 이비자 공항 계절편
  - 지브롤터 - 지브롤터 공항
  - 팔마데마요르카 - 팔마데마요르카 공항
- 알바니아
  - 티라이나 - 티라이나 국제공항
- 이탈리아
  - 로마 - 레오나르도 다 빈치 국제공항
  - 밀라노
    - 밀라노 리나테 국제공항
    - 밀라노 말펜사 국제공항

  - 나폴리 - 나폴리 국제공항
  - 바리 - 바리 카롤 보이티와 공항 계절편
  - 베니스 - 베니스 마르코 폴로 국제공항
  - 베르가모 - 베르가모 오리오 알 세리오 국제공항
  - 베르나 - 베르나 공항
  - 볼로냐 - 굴리엘모 마르코니 국제공항
  - 브린디시 - 브린디시 살렌토 공항 계절편
  - 저지 - 저지 공항
  - 제노바 - 제노바 크리스토포로 콜롬보 공항
  - 카타니아 - 카타니아 폰타나로사 공항
  - 칼리아리 - 칼리아리 엘마스 공항 계절편
  - 튜린 - 튜린 공항
  - 팔레르모 - 팔코네 보르셀리노 공항 계절편
  - 플로렌스 - 페레톨라 공항
  - 피사 - 피사 갈릴레오 갈릴레이 국제공항
- 크로아티아
  - 자그레브 - 자그레브 국제공항
  - 두브로브니크 - 두브로브니크 공항
  - 스플리트 - 스플리트 공항 계절편
  - 풀라 - 풀라 공항 계절편
- 키프로스
  - 라르나카 - 라르나카 국제공항
  - 파포스 - 파포스 국제공항 계절편
- 튀르키예
  - 달라맘 - 달라맘 공항 계절편
  - 보드룸 - 밀라스 보드룸 공항 계절편
  - 이스탄불 - 이스탄불 아르나부코이 국제공항
- 포르투갈
  - 리스본 - 리스본 포르텔라 국제공항
  - 파루 - 파루 공항

#### 동유럽
- 러시아
  - 모스크바
    - 도모데도보 국제공항
    - 셰레메티예보 국제공항
- 루마니아
  - 부쿠레슈티 - 헨리 코안더 국제공항
- 불가리아
  - 소피아 - 소피아 공항
- 체코
  - 프라하 - 프라하 바츨라프 하벨 국제공항
- 폴란드
  - 바르샤바 - 바르샤바 프레드릭 쇼팽 국제공항
- 헝가리
  - 부다페스트 - 부다페스트 페리 헤지 국제공항

#### 북유럽
- 노르웨이
  - 오슬로 - 오슬로 가르데르모엔 국제공항
- 덴마크
  - 코펜하겐 - 코펜하겐 카스트럽 국제공항
  - 빌룬드 - 빌룬드 공항
- 스웨덴
  - 스톡홀름 - 스톡홀름 알란다 국제공항
  - 예테보리 - 예테보리 란테보리 공항
- 아이슬란드
  - 레이캬비크 - 케플라비크 국제공항
- 핀란드
  - 헬싱키 - 헬싱키 반타 국제공항

### 아메리카

#### 북아메리카
- 미국
  - 워싱턴 D.C. - 워싱턴 덜레스 국제공항
  - 뉴욕 - 뉴욕 존 F. 케네디 국제공항
  - 뉴어크 - 뉴어크 리버티 국제공항
  - 내슈빌 - 내슈빌 국제공항
  - 뉴올리언스 - 뉴올리언스 국제공항
  - 덴버 - 덴버 국제공항
  - 댈러스 - 댈러스 포트워스 국제공항
  - 라스베이거스 - 매캐런 국제공항
  - 로스앤젤레스 - 로스앤젤레스 국제공항
  - 마이애미 - 마이애미 국제공항
  - 보스턴 - 보스턴 로건 국제공항
  - 볼티모어 - 볼티모어 워싱턴 국제공항
  - 산호세 - 산호세 국제공항 - (코로나19 사태로 일시 중단)[3]
  - 샌디에이고 - 샌디에이고 국제공항
  - 샌프란시스코 - 샌프란시스코 국제공항
  - 시애틀 - 시애틀 터코마 국제공항
  - 시카고 - 시카고 오헤어 국제공항
  - 애틀랜타 - 하츠필드 잭슨 애틀랜타 국제공항
  - 오클랜드 - 오클랜드 국제공항
  - 올랜도 - 올랜도 국제공항
  - 탬파 - 탬파 국제공항
  - 피닉스 - 피닉스 스카이하버 국제공항
  - 필라델피아 - 필라델피아 국제공항
  - 휴스턴 - 조지 부시 인터콘티넨털 공항
- 캐나다
  - 몬트리올 - 몬트리올 피에르 엘리오트 트뤼도 국제공항
  - 밴쿠버 - 밴쿠버 국제공항
  - 토론토 - 토론토 피어슨 국제공항
- 멕시코
  - 멕시코시티 - 멕시코시티 국제공항
  - 캉쿤 - 캉쿤 국제공항
- 코스타리카
  - 산호세 - 후안 산타마리아 국제공항

#### 남아메리카
- 브라질
  - 리우데자네이루 - 리우데자네이루 갈레앙 국제공항
  - 상파울루 - 상파울루 구아룰류스 국제공항
- 아르헨티나
  - 부에노스아이레스 - 미니스토로 피스타리니 국제공항
- 칠레
  - 산티아고 - 아르투로 메리노 베니테스 국제공항

#### 카리브해
- 그레나다
  - 세인트조지스 - 세인트 모리스 국제공항
- 도미니카 공화국
  - 푼타카나 - 푼타카나 국제공항
- 바베이도스
  - 브리지타운 - 그랜틀리 아담스 국제공항
- 바하마
  - 나소 - 린든 핀들링 국제공항
- 버뮤다
  - 해밀턴 - L. F. 웨이드 국제공항
- 세인트루시아
  - 비외포르 구 - 하와노리아 국제공항
- 세인트키츠 네비스
  - 세인트 키츠 - 로버트 L. 브레드쇼 국제공항
- 앤티가 바부다
  - 안티구아 – VC 버드 국제공항
- 자메이카
  - 킹스턴 - 노먼 맨리 국제공항
  - 몬테고베이 - 상스터 국제공항
- 케이맨 제도
  - 그랜드 케이먼 - 오웬 로버츠 국제공항
- 터크스 케이커스 제도
  - 프로비던셜스 - 프로비던셜스 공항
- 트리니다드 토바고
  - 토바고 - 크라운 포인트 공항
  - 포트오브스페인 - 피아르코 국제공항

### 오세아니아
- 오스트레일리아
  - 시드니 - 시드니 킹스포드 스미스 국제공항[3]

## 과거 취항지

### 아시아

#### 동아시아
- 대한민국
  - 서울
    - 김포국제공항[2][4]
    - 인천국제공항[5]
- 중화인민공화국
  - 베이징
    - 베이징 다싱 국제공항[6]
    - 베이징 수도 국제공항

  - 청두 - 청두 솽류 국제공항
- 일본
  - 도쿄 - 나리타 국제공항
  - 나고야 - 나고야 코마키 공항[2]
  - 오사카 - 간사이 국제공항[5]
  - 후쿠오카 - 후쿠오카 공항
- 중화민국
  - 타이베이 - 타이완 타오위안 국제공항[2][7]

#### 동남아시아
- 브루나이
  - 반다르스리브가완 - 브루나이 국제공항
- 인도네시아
  - 자카르타 - 수카르노 하타 국제공항[2]
- 필리핀
  - 마닐라 - 니노이 아키노 국제공항[7][8]

#### 남아시아
- 방글라데시
  - 다카 - 샤잘랄 국제공항[2]
- 스리랑카
  - 콜롬보 - 반다라나이케 국제공항[2]
- 인도
  - 콜카타 - 네타지 수바스 찬드라 보스 국제공항

#### 서남아시아
- 사우디아라비아
  - 다란 - 다란 국제공항
  - 담맘 - 킹 파드 국제공항[5]
  - 제다 - 킹 압둘아지즈 국제공항[5]
- 시리아
  - 다마스쿠스 - 다마스쿠스 국제공항[2]
- 아랍에미리트
  - 아부다비 - 아부다비 국제공항[5]
- 오만
  - 무스카트 - 무스카트 국제공항[5]
- 이라크
  - 바그다드 - 바그다드 국제공항
- 이란
  - 테헤란 - 테헤란 이맘 호메이니 국제공항
- 카타르
  - 도하 - 도하 국제공항
- 파키스탄
  - 이슬라마바드 - 베나지르 부토 국제공항

#### 중앙아시아
- 아르메니아
  - 예레반 - 츠바르트노츠 국제공항
- 아제르바이잔
  - 바쿠 - 헤이다르 알리예프 국제공항
- 우즈베키스탄
  - 타슈켄트 - 타슈켄트 국제공항
- 조지아
  - 트빌리시 - 트빌리시 국제공항
- 카자흐스탄
  - 알마티 - 알마티 국제공항[2]
- 키르기스스탄
  - 비슈케크 - 마나스 국제공항[2]
- 투르크메니스탄
  - 아시가바트 - 아시가바트 국제공항

### 아프리카

#### 서아프리카
- 나이지리아
  - 카노 - 말람 아미누 카노 국제공항[2]
- 라이베리아
  - 몬로비아 - 로버츠 국제공항
- 시에라리온
  - 프리타운 - 룽기 국제공항
- 코트디부아르
  - 아비장 - 포르부에 공항[9]

#### 남아프리카
- 나미비아
  - 빈트후크 - 호세아 쿠타코 국제공항[2]
- 남아프리카 공화국
  - 더반 - 킹 샤카 국제공항[5]
  - 리차드 베이 - 리차드 베이 공항
  - 포트 엘리자베스 - 포트 엘리자베스 공항[2]
- 말라위
  - 릴롱궤 - 링롱궤 국제공항
- 보츠와나
  - 가보로네 - 세레체카마경 국제공항[2]
- 에스와티니
  - 만치니 - 마차파 공항[2]
- 잠비아
  - 루사카 - 루사카 국제공항
- 짐바브웨
  - 하라레 - 하라레 국제공항[2]
  - 빅토리아 폴스 - 빅토리아 폴스 공항[2]

#### 동아프리카
- 세이셸
  - 마헤 - 세이셸 국제공항[5]
- 에티오피아
  - 아디스아바바 - 볼레 국제공항[7]
- 앙골라
  - 루안다 - 루안다 콰트루 드 페베레이루 공항
- 우간다
  - 엔테베 - 엔테베 국제공항
- 탄자니아
  - 다르에스살람 - 줄리어스 니에레레 국제공항

#### 북아프리카
- 리비아
  - 트리폴리 - 트리폴리 국제공항
- 모로코
  - 아가디르 - 아가디르-알마시라 공항[2]
  - 카사블랑카 - 모하메드 V 국제공항[2]
  - 탕헤르 - 탕헤르 공항
- 수단
  - 하르툼 - 하르툼 국제공항
- 알제리
  - 하시메사우드 - 우에드이라라 국제공항[10][11]
- 이집트
  - 룩소르 - 룩소르 국제공항
  - 알렉산드리아 - 알렉산드리아 국제공항[2]

### 유럽

#### 서유럽
- 영국
  - 잉글랜드
    - 런던
      - 런던 루턴 공항
      - 런던 스탠스테드 국제공항

    - 노리치 - 노리치 공항
    - 뉴쿼이 - 뉴쿼이 공항
    - 리버풀 - 리버풀 존 레넌 공항
    - 본머스 - 본머스 공항[9]
    - 브리스톨 - 브리스톨 공항[2]
    - 블랙풀 - 블랙풀 공항
    - 사우샘프턴 - 사우샘프턴 공항
    - 엑세터 - 엑세터 공항
    - 이스트 미들랜드 - 이스트 미들랜드 공항
    - 티스사이드 - 더럼 티스 밸리 공항
    - 플리머스 - 플리머스 시티 공항

  - 스코틀랜드
    - 노스 로날드세이 - 노스 로날드세이 공항
    - 바라 - 바라 공항
    - 벤베큘라 - 벤베큘라 공항
    - 샌데이 - 샌데이 공항
    - 섬버그 - 섬버그 공항
    - 스토르노웨이 - 스토르노웨이 공항
    - 스트론세이 - 스트론세이 공항
    - 웨스트레이 - 웨스트레이 공항
    - 위크 - 위크 공항
    - 이데이 - 이데이 공항
    - 이슬레이 - 이슬레이 공항
    - 캠벨타운 - 캠벨타운 공항
    - 커크월 - 커크월 공항
    - 티이리 - 티이리 공항
    - 파파 웨스트레이 - 파파 웨스트레이 공항
    - 페어 아일 - 페어 아일 공항

  - 웨일즈
    - 카디프 - 카디프 공항[9]

  - 북아일랜드
    - 데리 - 데리 공항[9]
- 프랑스
  - 파리 - 파리 오를리 공항
  - 비아리츠 - 비아리츠 앙글레 바욘 공항 계절편
  - 안시 - 안시 몽블랑 공항
- 독일
  - 베를린 - 베를린 테겔 국제공항
  - 뉘른베르크 - 뉘른베르크 공항
  - 드레스덴 - 드레스덴 공항
  - 라이프치히 - 라이프치히 할레 공항
  - 뮌스터 - 뮌스터 오스나브루크 국제공항
  - 자르브뤼켄 - 자르브뤼켄 공항
  - 에인트호번 - 에인트호번 공항
- 벨기에
  - 앤트워프 - 앤트워프 국제공항
  - 오스텐더 - 오스텐더 브루제 국제공항
- 아일랜드
  - 섀넌 - 섀넌 공항[2]
  - 워터포드 - 워터포드 공항
  - 코크 - 코크 공항[2]

#### 중유럽
- 스위스
  - 베른 - 베른 공항
  - 루가노 - 루가노 공항
- 오스트리아
  - 린츠 - 린츠 공항

#### 남유럽
- 북마케도니아
  - 스코페 - 스코페 국제공항[9]
- 세르비아
  - 베오그라드 - 베오그라드 니콜라 테슬라 국제공항[2]
- 스페인
  - 무르시아 - 무르시아 산하비에르 공항
  - 사라고사 - 사라고사 공항
  - 헤레스 데라 프론테라 - 헤레스 공항[2]
- 슬로베니아
  - 류블랴나 - 류블랴나 국제공항
- 코소보 공화국
  - 프리슈티나 - 프리슈티나 국제공항
- 튀르키예
  - 앙카라 - 에센보아 국제공항
  - 이스탄불 - 이스탄불 아타튀르크 국제공항
- 포르투갈
  - 포르투 - 포르투 공항

#### 동유럽
- 라트비아
  - 리가 - 리가 국제공항
- 러시아
  - 상트페테르부르크 - 풀코보 국제공항
- 리투아니아
  - 빌뉴스 - 빌뉴스 국제공항
- 벨라루스
  - 민스크 - 민스크 국제공항
- 불가리아
  - 바르나 - 바르나 공항
- 에스토니아
  - 탈린 - 탈린 공항
- 우크라이나
  - 키이우 - 보리스필 국제공항

#### 북유럽
- 노르웨이
  - 오슬로 - 오슬로 포르네부 공항
  - 베르겐 - 베르겐 공항
  - 스타방게르 - 스타방게르 공항
  - 예일 - 파게르네스 공항[2]
  - 헤우게순 - 헤우게순 공항
- 덴마크
  - 오르후스 - 오르후스 공항
  - 티스테드 - 티스테드 공항
- 스웨덴
  - 스톡홀름 - 스톡홀름 브롬마 국제공항
  - 노르셰핑 - 노르셰핑 공항
  - 말뫼 - 말뫼 공항
  - 헬싱보리 - 앵엘홀름 헬싱보리 공항
- 핀란드
  - 바사 - 바사 공항
  - 탐페레 - 탐페레 피르칼라 공항
  - 투르쿠 - 투르쿠 공항

### 아메리카

#### 북아메리카
- 미국
  - 뉴올리언스 - 루이 암스트롱 뉴올리언스 국제공항
  - 디트로이트 - 디트로이트 메트로폴리탄 웨인 카운티 국제공항[9]
  - 샬롯 - 샬롯 더글러스 국제공항[9]
  - 찰스턴 - 찰스턴 국제공항[5]
  - 포트로더레일 - 포트로더레일 할리우드 국제공항
  - 피츠버그 - 피츠버그 국제공항[9][5]
- 캐나다
  - 몬트리올 - 몬트리올 미라벨 국제공항
  - 캘거리 - 캘거리 국제공항[5]
  - 킬로나 - 킬로나 국제공항
- 멕시코
  - 과달라하라 - 미겔 이달고 이 코스티야 국제공항

#### 남아메리카
- 베네수엘라
  - 카라카스 - 시몬 볼리바르 국제공항[7]
- 콜롬비아
  - 보고타 - 엘도라도 국제공항[2][7]
- 페루
  - 리마 - 호르헤 차베스 국제공항[5]

#### 카리브해
- 바하마
  - 프리포트 - 그랜드 바하마 국제공항
- 자메이카
  - 몬테고 베이 - 생스터 국제공항
- 쿠바
  - 아바나 - 호세 마르티 국제공항[7]
- 푸에르토리코
  - 산후안 - 루이스 무뇨스 마린 국제공항

### 오세아니아
- 오스트레일리아
  - 멜버른 - 멜버른 공항
  - 애들레이드 - 애들레이드 공항
  - 브리즈번 - 브리즈번 공항[2]
  - 퍼스 - 퍼스 공항
- 뉴질랜드
  - 오클랜드 - 오클랜드 국제공항
  - 크라이스트처치 - 크라이스트처치 국제공항

## 같이 보기
- 영국항공